# Ogașu Greci
Râul Ogașu Greci este un curs de apă, afluent al râului Valea Mare. 

## Hărți
- Harta Județului Caraș-Severin